# Freidank Kuchenbuch
Freidank Kuchenbuch (* 11. Januar 1910 in Stendal; † 30. Oktober 1942 am Terek im Kaukasus) war ein deutscher Prähistoriker.
Freidank Kuchenbuch war ein Enkel von Franz Kuchenbuch (1812–1896) und Sohn von Franz Kuchenbuch (1863–1944, genannt Franz Kuchenbuch III), eines Gewerberats in Stendal. Dieser war Heimathistoriker und leitete 1904 bis 1944 ehrenamtlich als Kustos das Altmärkische Museum in Stendal. 
Nach dem Besuch des Gymnasiums in Stendal bis zum Abitur 1928 studierte er zunächst im Sommersemester 1928 an der Universität München Naturwissenschaften, dann in Berlin und Halle Vorgeschichte, Geschichte, Germanistik, Geographie und Volkskunde und wurde im Juli 1934 bei Walther Schulz in Halle promoviert. In seiner Dissertation machte Kuchenbuch die Langobarden zu den Trägern einer einheitlichen Kultur im altmärkischen und angrenzenden osthannoverschen Gebiet der spätrömischen Zeit. Vom 10. November 1934 bis zum 31. März 1937 war er Assistent am Landesamt für Vorgeschichte Oberschlesiens in Ratibor. Anschließend war er Assistent an der Landesanstalt für Volkheitskunde in Halle an der Saale und wurde im Januar 1938 Leiter der Abteilung Vorgeschichte am neugegründeten Institut für Heimatforschung der Universität Berlin in Schneidemühl. Vom August 1939 bis zum Februar 1940 war er als Soldat am Westwall und wurde dann wieder zur wissenschaftlichen Tätigkeit freigestellt. Seit Februar 1941 war er als Kustos am Landesamt für Vorgeschichte im Reichsgau Danzig-Westpreußen, Zweigstelle Thorn tätig. Im September 1941 erneut zum Kriegsdienst einberufen, starb er im Herbst 1942, inzwischen Feldwebel und Offiziersanwärter, an der Ostfront im Kaukasus. Ein als Habilitationsschrift vorgesehenes Manuskript zu einer Form der germanischen Fibeln erschien, für den Druck bearbeitet von Georg Kossack, posthum 1954.
Verheiratet war er mit der Ärztin Hilde Kuchenbuch, geb. Kruckenberg. Sein Sohn ist der Historiker Ludolf Kuchenbuch.

## Veröffentlichungen
- Die altmärkisch-osthannöverschen Schalenurnenfelder der spätrömischen Zeit, Inaugural-Dissertation, Gebauer-Schwetschke, Halle 1938 (Teildruck der Dissertation mit Lebenslauf)
- Die altmärkisch-osthannöverschen Schalenurnenfelder der spätrömischen Zeit, Jahresschrift für die Vorgeschichte der sächsisch-thüringischen Länder Bd. 27. Gebauer-Schwetschke, Halle 1938 (vollständige Dissertation).
- Der Urnenfriedhof von Molkenberg, Kr. Jerichow II, in: Jahresschrift für die Vorgeschichte der sächsisch-thüringischen Länder 29 (1938) 199–210.
- Über alte Stendaler Schulprogramme, in: 600 Jahre Gymnasium zu Stendal 1338–1938. Festschrift, Winckelmann-Schule, Stendal 1938, S. 149ff.
- Die Langobarden in der Altmark, in: Mitteldeutsche Volkheit 5,3 (1938) 39–43.
- Der gesamtschlesische Raum in vor- und frühgeschichtlicher Zeit, Schulungsschrift der Landesgruppe Schlesien des Bundes Deutscher Osten, Breslau 1941.
- Die Fibel mit umgeschlagenem Fuß. Studien zur Chronologie der jüngeren Kaiserzeit im freien Germanien, in: Saalburg-Jahrbuch 13 (1954) 5–51.